# Johan Daisne

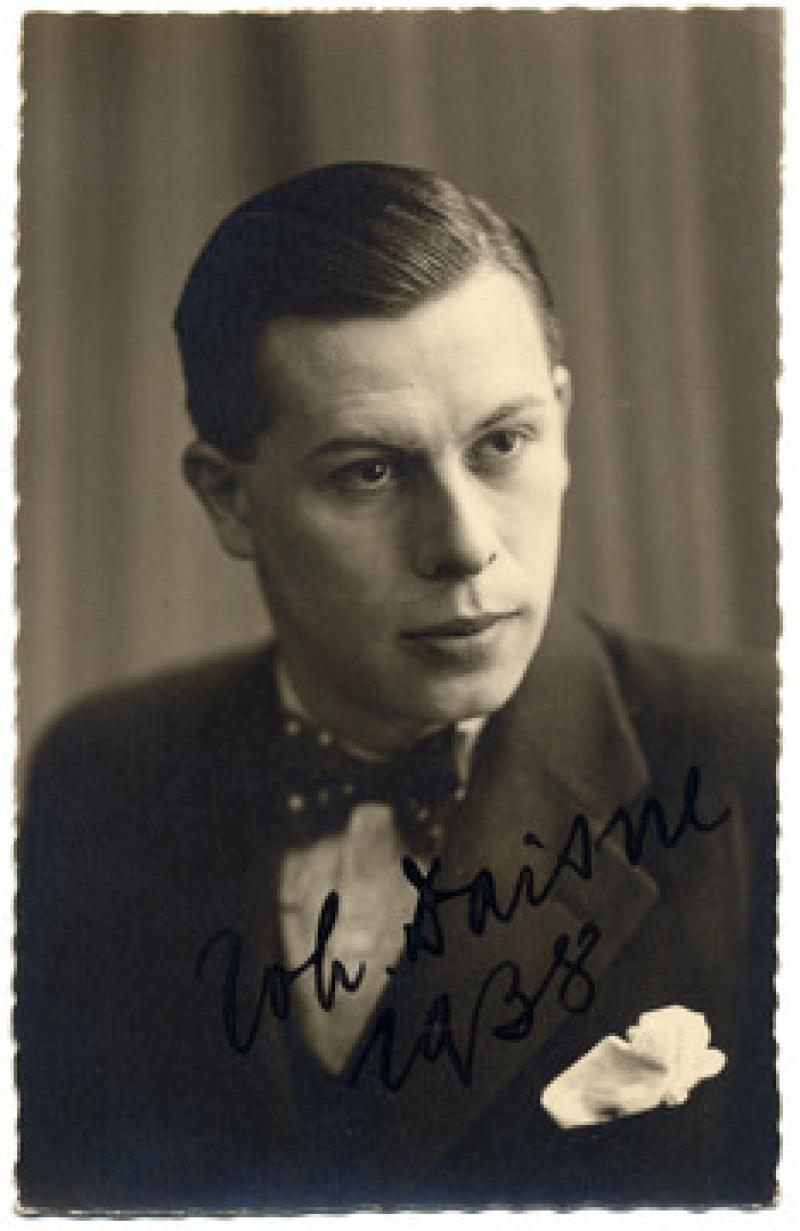
Johan Daisne (1938)

Johan Daisne, Pseudonym von Herman Thiery, (2. September 1912 in Gent – 9. August 1978) war ein flämischer Schriftsteller.

## Leben
Geboren im belgischen Gent, besuchte er das Koninklijk Atheneum, bevor er Ökonomie und Slawische Sprachen an der Genter Universität studierte. Dieses schloss er 1936 ab. 1945 wurde er zum Bibliothekar der Stadt Gent ernannt.
Er gilt vielen als der Begründer des sogenannten magischen Realismus in der Flämischen Literatur. 
In zahlreichen Schriften, Drehbüchern, Hörspielen bemüht sich Daisne, den für Menschen so typischen Irrglauben aufzuzeigen, die Welt sei prinzipiell erforschbar. Für ihn entfernen solche positivistischen Illusionen den Menschen immer weiter von seinem ursprünglich irrationalen und mythischen Urverständnis der Welt.

## Veröffentlichungen in Deutsch (Auswahl)
- Lago maggiore: Roman eines Mannes. Roman einer Frau. Übersetzt von Georg Hermanowski. Bonner Buchgemeinde, 1957.
- Der Mann, der sein Haar kurz schneiden liess. 1958. (1966 verfilmt unter dem Titel „Der Mann, der sich die Haare kurz schneiden ließ“.)
- Wie schön war meine Schule. Der Roman eines Lehrers. 1962.